# Prštice
Prštice (en allemand : Pürschitz) est une commune du district de Brno-Campagne, dans la région de Moravie-du-Sud, en République tchèque. Sa population s'élevait à 971 habitants en 2020.

## Géographie
Prštice se trouve à 7 km à l'est-nord-est d'Ivančice, à 14 km au sud-ouest du centre de Brno et à 182 km au sud-est de Prague.
La commune est limitée par Tetčice au nord, par Radostice au nord-est, par Ořechov au sud-est, par Silůvky au sud-ouest, et par Hlína à l'ouest.

## Histoire
La première mention écrite de la localité date de 1289.